# Agrilus immaculatellus
Agrilus immaculatellus é uma espécie de inseto do género Agrilus, família Buprestidae, ordem Coleoptera.
Foi descrita cientificamente por Thomson, 1879.